# Gioco di Carte Collezionabili Pokémon
Il Gioco di Carte Collezionabili Pokémon (abbreviato GCC Pokémon) (in inglese Pokémon Trading Card Game, abbreviato Pokémon TCG) è un gioco di carte collezionabili basato sul franchise di Pokémon, dapprima introdotto in Giappone nell'ottobre 1996, e successivamente in America settentrionale nel dicembre 1998.
Il gioco è stato prodotto da Wizards of the Coast  la stessa società produttrice di Magic: l'Adunanza. Sebbene la Wizards of the Coast ne abbia perso la licenza di pubblicazione nel luglio 2003, le carte continuarono ad essere prodotte direttamente dalla Nintendo e della Pokémon USA Inc. (abbreviata in PUI). La Nintendo inoltre si occupa di gestire i tornei, organizzandoli in Italia e nel resto del mondo.
Le carte da gioco sono disponibili in giapponese, inglese, italiano, tedesco, francese, spagnolo, portoghese, coreano, cinese e russo.

## Scopo del gioco
Lo scopo del gioco è quello di sconfiggere i Pokémon dell'avversario, come avviene nelle battaglie presenti nel videogioco e nella serie animata.
I Pokémon hanno al massimo tre fasi di evoluzione (alcuni possono averne anche meno di 3), che sono Base, Fase 1 e Fase 2. All'inizio del match si fa testa o croce per decidere chi inizia la partita, si pescano 7 carte e si piazzano i Pokémon Base in panchina.
Ogni carta pokémon presenta dei punti salute (PS, in inglese health points o HP), il cui valore indica i danni che il Pokémon in questione può subire: quando i PS di un Pokémon scendono a 0, esso viene messo k.o. e l'avversario pesca una (o più, in base alla tipologia di Pokémon) delle 6 carte premio. Il giocatore che riesce ad ottenere tutte le carte premio prima dell'avversario vince l'incontro. Se l'avversario non ha alcun Pokémon Base in panchina, sconfiggendo il suo Pokémon attivo il giocatore vince lo stesso l'incontro. Un incontro può concludersi con una vittoria anche quando l'avversario conclude il turno senza carte nel mazzo.
Le carte pokémon possono essere di undici tipi: Erba, Fuoco, Acqua, Elettro, Lotta, Psico, Normale o Incolore, Buio, Acciaio, Drago e Folletto. Dal 2020 i tipi di carte pokémon sono stati ridotti a 10, in quanto hanno interrotto la stampa dei pokémon di tipo Folletto. Ogni carta pokémon può presentare debolezze e / o resistenze ad altri tipi.
Ogni carta Pokémon può possedere uno o più attacchi. A questi spesso si aggiunge un'Abilità. Per utilizzare una mossa può essere necessario l'utilizzo di particolari carte, denominate Carte Energia. Tali carte consentono inoltre di ritirare un Pokémon dall'arena di gioco.

## Storia

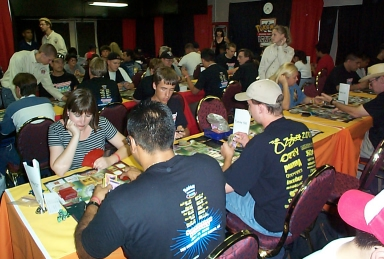
"Super Trainer Showdown" del 2000 (Long Beach)

### Wizards
Nel 1998 la Wizards of the Coast acquisisce dalla Nintendo i diritti per pubblicare in America del Nord, Europa e Medio Oriente un gioco di carte collezionabili basato sui Pokémon. L'Hasbro nel 1999, probabilmente notando il successo del gioco di carte Magic: l'Adunanza, acquisì la Wizards of the Coast.
Il primo campionato italiano si svolge nel 2003 a Roma.

### Nexus
Nel 2003 la Nintendo decide di pubblicare autonomamente il gioco, non rinnovando l'accordo con la Hasbro.
In Italia cede i diritti delle carte alla Nexus. Nella serie 2003, pubblicata dalla Nintendo, è stata introdotta la possibilità di leggere la carta usando il Game Boy Advance mediante il Nintendo e-Reader, un lettore di bande magnetiche per GBA.

### 25 Edition
Nell'autunno 2004, il gioco passa da Nexus a 25 Edition che nell'estate 2005 organizza il primo Pokémon Day italiano al quale partecipano circa 1200 persone.

### Gedis
Nel 2006 Gedis e 25 Edition affidano le redini a Marcello Murgia, che diventa così capo del gioco organizzato italiano.
La fase mondiale del torneo si svolge in California, nella città di San Diego, tra il 13 e il 15 agosto.
Nei giorni dall'8 al 10 ottobre 2010 si svolge a Praga un torneo al quale partecipano giocatori provenienti da diverse parti del mondo.
Il 19 e il 20 febbraio 2011 si svolge ad Arnhem (Paesi Bassi) l'edizione annuale della Benelux Cup, che dal 2011 cambia nome e viene riconosciuta come Campionato Europeo del Pokémon GCC, attirando giocatori da tutta Europa.

## Set di carte collezionabili
Dal 1996 al 2020 sono stati creati 92 differenti set di carte. I set messi in commercio sono i seguenti, divisi per generazione
Prima generazione
- Set Base (拡張パック?, Booster Pack) (1996, 102 carte)[5][6][7]
- Jungle (ポケモンジャングル?, Pokémon Jungle) (1997, 64 carte)[8][9][10]

Team Rocket

- Fossil (化石の秘密?, The Mystery of the Fossils) (1997, 62 carte)[11][12][13]
- Set Base 2
- Team Rocket (ロケット団?, Rocket Gang) (1997, 83 carte)[14][15][16]
- Gym Heroes (ジム拡張第1弾 リーダーズスタジアム?, Gym Booster 1: Leaders' Stadium) (1998, 132 carte)[17][18]
- Gym Challenge (ジム拡張第2弾 闇からの挑戦?, Gym Booster 2: Challenge from the Darkness) (1999, 132 carte)[19][20]

Seconda generazione

Neo Genesis

- Neo Genesis (金、銀、新世界へ...?, Gold, Silver, to a New World...) (1999, 111 carte)[21][22]
- Neo Discovery (遺跡をこえて...?, Crossing the Ruins...) (2000, 75 carte)[23][24]
- Neo Revelation (めざめる伝説?, Awakening Legend) (2001, 66 carte)[25][26]
- Neo Destiny (闇、そして光へ...?, Darkness, and to Light...) (2001, 113 carte)[27][28]
- Pokémon VS (ポケモンカード★VS?, Pokémon Card VS) (2001, 151 carte, pubblicato solo in Giappone)
- Expedition (第1弾基本拡張パック Base Booster Pack 1?) (2001, 165 carte)[29][30]
- Aquapolis (地図にない町 / 海からの風?, The Town on No Map / Wind from the Sea) (2002, 186 carte)[31][32]
- Skyridge (裂けた大地 / 神秘なる山?, Split Earth / Mysterious Mountains) (2002, 182 carte)[33][34]

Terza generazione
- EX Rubino e Zaffiro (第1弾拡張パック?, Booster Pack 1) (2003, 109 carte)[35][36]
- EX Tempesta di Sabbia (砂漠のきせき?, Miracle of the Desert) (2003, 100 carte)[37][38]
- EX Drago (天空の覇者?, Rulers of the Heavens) (2003, 100 carte)[39][40]
- EX Team Magma VS Team Idro (マグマVSアクア ふたつの野望?, Magma VS Aqua: Two Ambitions) (2003, 97 carte)[41][42]
- EX Leggende Nascoste (とかれた封印?, Undone Seal) (2004, 102 carte)[43][44]
- EX RossoFuoco e VerdeFoglia (伝説の飛翔?, Flight of Legends) (2004, 116 carte)[45][46]
- EX Team Rocket Returns (ロケット団の逆襲?, Team Rocket Strikes Back) (2004, 111 carte)[47][48]
- EX Deoxys (蒼空の激突?, Clash of the Blue Sky) (2004, 109 carte)[49][50][51]
- EX Smeraldo (2005, 107 carte)[52][53][54]
- EX Forze Segrete (金の空、銀の海?, Golden Sky, Silvery Ocean) (2005, 145 carte)[55][56][57]
- EX Specie Delta (ホロンの研究塔?, Holon Research Tower) (2005, 114 carte)[58][59][60]
- EX La Leggenda di Mew (まぼろしの森?, Mirage Forest) (2005, 93 carte)[61][62][63]
- EX Fantasmi di Holon (ホロンの幻影?, Holon Phantom) (2006, 111 carte)[64][65][66]
- EX Guardiani dei Cristalli (きせきの結晶?, Miracle Crystal) (2006, 100 carte)[67][68][69]
- EX L'Isola dei Draghi (さいはての攻防?, Offense and Defense of the Furthest Ends) (2006, 101 carte)[70][71][72]
- EX Power Keepers (ワールドチャンピオンズパック?, World Champions Pack) (2007, 108 carte)[73][74][75]

Quarta generazione
- Diamante & Perla (時空の創造?, Space-Time Creation) (2006, 130 carte)[76][77][78][79]
- Diamante & Perla - Tesori Misteriosi (湖の秘密?, The Lakes' Secret) (2007, 124 carte)[80][81][82][83]
- Diamante & Perla - Prodigi Segreti (ひかる闇?, Shining Darkness) (2007, 132 carte)[84][85][86][87]
- Diamante & Perla - Incontri Leggendari (2008, 106 carte)[88][89][90][91]
- Diamante & Perla - Alba Suprema (2008, 100 carte)[92][93][94][95]
- Diamante & Perla - Il Risveglio dei Miti (秘境の叫び, 怒りの神殿?, Cry from the Mysterious, Temple of Anger) (2008, 146 carte)[96][97][98][99]
- Diamante & Perla - Fronte di Tempesta (破空の激闘?, Intense Fight in the Destroyed Sky) (2008, 106 carte)[100][101][102][103]
- Platino (ギンガの覇道?, Galactic's Conquest) (2008, 133 carte)[104][105][106][107]
- Platino - L'Ascesa dei Rivali (時の果ての絆?, Bonds to the End of Time) (2008, 120 carte)[108][109][110][111]
- Platinum - Supreme Victors (フロンティアの鼓動?, Beat of the Frontier) (2009, 153 carte)[112][113][114]
- Platino - Arceus (アルセウス光臨?, Advent of Arceus) (2009, 111 carte)[115][116][117][118]

Nero e Bianco

- HeartGold & SoulSilver (ハートゴールドコレクション & ソウルシルバーコレクション?, HeartGold Collection and SoulSilver Collection) (2009, 124 carte)[119][120][121][122]
- HS - Forze Scatenate (2010, 96 carte)[123][124][125]
- HS - Senza Paura (よみがえる伝説?, Reviving Legends) (2010, 91 carte)[126][127][128]
- HS - Battaglie Trionfali (頂上大激突?, Clash at the Summit) (2010, 103 carte)[129][130]
- Richiamo delle Leggende (2011, 106 carte)[131][132]

Quinta generazione
- Nero e Bianco (ブラックコレクション & ホワイトコレクション?, Black Collection and White Collection) (2010, 115 carte)[133][134]
- Nero e Bianco - Nuove Forze (2011, 98 carte)[135][136]
- Nero e Bianco - Vittorie Regali (レッドコレクション?, Red Collection) (2011, 101 carte)[137][138]
- Nero e Bianco - Destini Futuri (サイコドライブ & ヘイルブリザード?, Psycho Drive and Hail Blizzard) (2011, 103 carte)[139][140]
- Nero e Bianco - Esploratori delle Tenebre (ダークラッシュ?, Dark Rush) (2011, 111 carte)[141][142]
- Nero e Bianco - Stirpe dei Draghi (リューズブラスト & リューノブレード?, Dragon Blast and Dragon Blade) (2012, 128 carte)[143][144]
- Tesoro dei Draghi (ドラゴンセレクション?, Dragon Selection) (2012, 21 carte)[145][146]
- Nero e Bianco - Confini Varcati (フリーズボルト & コールドフレア?, Freeze Bolt and Cold Flare) (2012, 153 carte)[147][148]
- Nero e Bianco - Uragano Plasma (プラズマゲイル?, Plasma Gale) (2012, 138 carte)[149][150]
- Nero e Bianco - Glaciazione Plasma (ラセンフォース & ライデンナックル?, Rasen Force and Raiden Knuckle) (2012, 122 carte)[151][152]
- Nero e Bianco - Esplosione Plasma (メガロキャノン?, Megalo Cannon) (2013, 105 carte)[153][154]

Sesta generazione
- XY (コレクションX  & コレクションY?, Collection X and Collection Y) (2013, 146 carte)[155][156]
- XY - Fuoco Infernale (ワイルドブレイズ?, Wild Blaze) (2014, 109 carte)[157][158]
- XY - Colpi Furiosi (ライジングフィスト?, Rising Fist) (2014, 113 carte)[159][160]
- XY - Forze Spettrali (ファントムゲート?, Phantom Gate) (2014, 122 carte)
- XY - Scontro Primordiale (ガイアボルケーノ・タイダルストーム?, Gaia Volcano · Tidal Storm) (2014, 164 carte)
- XY - Furie Volanti (エメラルドブレイク?, Emerald Break) (2015, 110 carte)
- XY - Antiche Origini (バンデッドリング?, Bandit Ring) (2015, 100 carte)
- XY - Turboblitz (青い衝撃 · 赤い閃光?, Blue Shock · Red Flash) (2015, 164 carte)
- XY - Turbocrash (破天の怒り?, Rage of the Broken Heavens) (2015, 123 carte)
- Generazioni (スターターパック?, Starter Pack) (2016, 115 carte)
- XY - Destini Incrociati (めざめる超王?, Awakening Psychic King) (2016, 125 carte)
- XY - Vapori Accesi (爆熱の闘士 · 冷酷の反逆者?, Fever-Burst Fighter · Cruel Traitor) (2016, 116 carte)
- XY - Evoluzioni (拡張パック 20th Anniversary?, Expansion Pack 20th Anniversary) (2016, 108 carte)

Settima generazione
- Sole e Luna (コレクションサン · コレクションムーン?, Collection Sun · Collection Moon) (2017, 149 carte)
- Sole e Luna - Guardiani Nascenti (キミを待つ島々 · アローラの月光?, Islands Await You · Alolan Moonlight) (2017, 145 carte)
- Sole e Luna - Ombre Infuocate (闘う虹を見たか · 光を喰らう闇?, To Have Seen the Battle Rainbow · Darkness that Consumes Light) (2017, 147 carte)
- Leggende Iridescenti (強化拡張パック ひかる伝説?, Strength Expansion Pack Shining Legends) (2017, 78 carte)
- Sole e Luna - Invasione Scarlatta (覚醒の勇者 · 超次元の暴獣?, Awakened Heroes · Ultradimensional Beasts) (2017, 124 carte)
- Sole e Luna - Ultraprisma (ウルトラサン · ウルトラムーン?, Ultra Sun · Ultra Moon) (2017, 173 carte)
- Sole e Luna - Apocalisse di Luce (禁断の光?, Forbidden Light) (2018, 131 carte)
- Sole e Luna - Tempesta Astrale (2018, 183 carte)
- Sole e Luna - Trionfo dei Draghi (2018, 78 carte)
- Sole e Luna - Tuoni Perduti (2018, 236 carte)
- Sole e Luna - Gioco di Squadra (2019, 196 carte)
- Detective Pikachu (2019, 27 carte)
- Sole e Luna - Legami Inossidabili (2019, 234 carte)
- Sole e Luna - Sintonia Mentale (2019, 258 carte)
- Destino Sfuggente (2019, 163 carte)
- Sole e Luna - Eclissi Cosmica (2019, 271 carte)

Ottava generazione
- Spada e Scudo (ソード • シールド?, Sword and Shield) (07 febbraio 2020, 202 carte)
- Spada e Scudo - Fragore Ribelle (反逆クラッシュ?, Rebellion Crash) (1 maggio 2020, 192 carte)
- Spada e Scudo - Fiamme Oscure (ムゲンゾーン?, Infinity Zone) (14 agosto 2020, 189 carte)
- Spada e Scudo - Futuri Campioni (25 settembre 2020, 73 carte)
- Spada e Scudo - Voltaggio Sfolgorante (13 novembre 2020, 185 carte)
- Destino Splendente (19 febbraio 2021, 195 carte)
- Spada e Scudo - Stili di Lotta (19 marzo 2021, 163 carte)
- Spada e Scudo - Regno Glaciale (18 giugno 2021, 198 carte)
- Spada e Scudo - Evoluzioni Eteree (27 agosto 2021, 203 carte)
- Gran Festa (8 ottobre 2021, 45+ carte)
- Spada e Scudo - Colpo Fusione (12 novembre 2021, 264 carte)
- Spada e Scudo - Astri Lucenti (25 febbraio 2022, 172 carte)
- Spada e Scudo - Lucentezza Siderale (27 maggio 2022, 189 carte)
- Pokémon GO (1 luglio 2022, 78 carte)
- Spada e Scudo - Origine Perduta (9 settembre 2022, 196 carte)
- Spada e Scudo - Tempesta Argentata (11 novembre 2022, 195 carte)
- Zenit Regale (20 gennaio 2023, 159 carte)

Nona Generazione
- Scarlatto e Violetto (31 marzo 2023, 198 carte)[161]
- Scarlatto e Violetto - Evoluzioni a Paldea (9 giugno 2023, 193 carte)
- Scarlatto e Violetto - Ossidiana Infuocata (11 agosto 2023, 197 carte)
- Scarlatto e Violetto - 151 (22 settembre 2023, 165 carte)
- Scarlatto e Violetto - Paradosso Temporale (4 novembre 2023, 182 carte)
- Scarlatto e Violetto - Destino di Paldea (26 gennaio 2024, 91 carte)
- Scarlatto e Violetto - Cronoforze (22 marzo 2024, 162 carte)
- Scarlatto e Violetto - Crepuscolo Mascherato (24 maggio 2024, 167 carte)
- Scarlatto e Violetto - Segreto Fiabesco (2 agosto 2024, 64 carte)
- Scarlatto e Violetto - Corona Astrale (13 settembre 2024, 142 carte)
- Scarlatto e Violetto - Scintille Folgoranti (8 novembre 2024, 191 carte)
- Scarlatto e Violetto - Evoluzioni Prismatiche (17 gennaio 2025, 131 carte)
- Scarlatto e Violetto - Avventure Insieme (28 marzo 2025, 159 carte)[162]